# Ancylolomia disparella
Ancylolomia disparella là một loài bướm đêm trong họ Crambidae.